# 菱川師種
菱川 師種（ひしかわ もろたね、生没年不詳）とは、江戸時代の浮世絵師。

## 来歴
天保5年（1834年）に刊行された読本『嵐峡花月奇譚』（瀬川恒成の作、菱川清春挿絵）に、「菱川師種画」及び「師種画」とある挿絵が合せて2図見られる。この「菱川師種」については他に作は知られず、経歴も一切不明である。